# Parafia Podwyższenia Krzyża Świętego w Komorowie
Parafia Podwyższenia Krzyża Świętego w Komorowie – parafia rzymskokatolicka, należąca do dekanatu Gubin diecezji zielonogórsko-gorzowskiej, metropolii szczecińsko-kamieńskiej w Polsce, erygowana 1 grudnia 1990. W parafii posługują księża diecezjalni. Mieści się przy ulicy Ceglanej.